# Tyrone Power (attore 1869)
Frederick Tyrone Edmond Power, detto  Tyrone Power senior (Londra, 2 maggio 1869 – Los Angeles, 23 dicembre 1931), è stato un attore britannico.
Figlio d'arte, apparteneva a una famiglia di attori.
Era zio di Crane Wilbur, un popolare attore teatrale e cinematografico che avrebbe lavorato anche come sceneggiatore e regista.
Anche suo figlio Tyrone avrebbe abbracciato la carriera artistica. Normalmente, ci si riferisce a lui come Tyrone Power Sr. proprio per distinguerlo dal figlio Tyrone Power che, dagli anni trenta al 1958 - anno della sua morte dovuta a un attacco cardiaco a soli 44 anni - fu una delle star più amate di Hollywood.

## Biografia
Power nacque a Londra nel 1869, figlio di Ethel Lavenu e di Harold Littledale Power. Questi era stato un attore e cantante. Dopo il matrimonio, lasciò il palcoscenico per tornare a fare il commerciante di vini, associandosi poi al fratello in un'impresa mineraria. 
Harold Power era il figlio più giovane di Tyrone Power, un attore di teatro irlandese da cui prendono il nome d'arte il nipote e poi anche il pronipote. Pure sua madre Ethel Lavenu era attrice, figlia terzogenita di Lewis Henry Lavenu, compositore e direttore d'orchestra.
Nel 1883, all'età di 14 anni, Frederick venne mandato in Florida per apprendere la tecnica di coltivazione degli agrumi. 

### Carriera teatrale
Dopo un paio di anni, il giovane Power lasciò la fattoria dove lavorava, aggregandosi a una compagnia teatrale. In repertorio, molti testi shakespeariani. Nel 1899, Power lavorò al fianco di uno dei famosi Barrymore, Maurice; Con Edgar Selwyn che diventerà regista, produttore e sceneggiatore cinematografico.
Nel 1908, Power ottenne probabilmente il suo più grande successo teatrale recitando in The Servant in the House. La produzione restò in scena per 80 repliche nei primi mesi del 1908 e fu quindi ripresa per altre 48 alla fine dell'anno. In seguito a questo successo, Power apparve nella versione USA di Chu Chin Chow e di The Wandering Jew, un semi-musical. Il resto della sua carriera teatrale prima e dopo la guerra, consistette in rifacimenti di commedie popolari e di testi shakespeariani con partecipazioni a Il mercante di Venezia, Giulio Cesare e le commedie Diplomacy e The Rivals. Nel 1922, interpretò il ruolo di Claudio nell'Amleto messo in scena da John Barrymore.

### Carriera cinematografica
Dopo aver lavorato per il teatro per trent'anni, con una carriera ricca di soddisfazioni che lo aveva fatto viaggiare per il mondo, Power si avvicinò al cinema nel 1914. Inizialmente, gli furono assegnati ruoli da protagonista, ma ben presto si calò nei panni dell'antagonista dell'eroe del film, ruolo che gli procurò un grande successo. Nel 1916, fu il protagonista di Where Are My Children?, un film drammatico che aveva come tema il controllo delle nascite, diretto da una pioniera del cinema muto, la regista Lois Weber insieme al marito Phillips Smalley. Una copia di questo film viene conservata negli archivi della Library of Congress. 

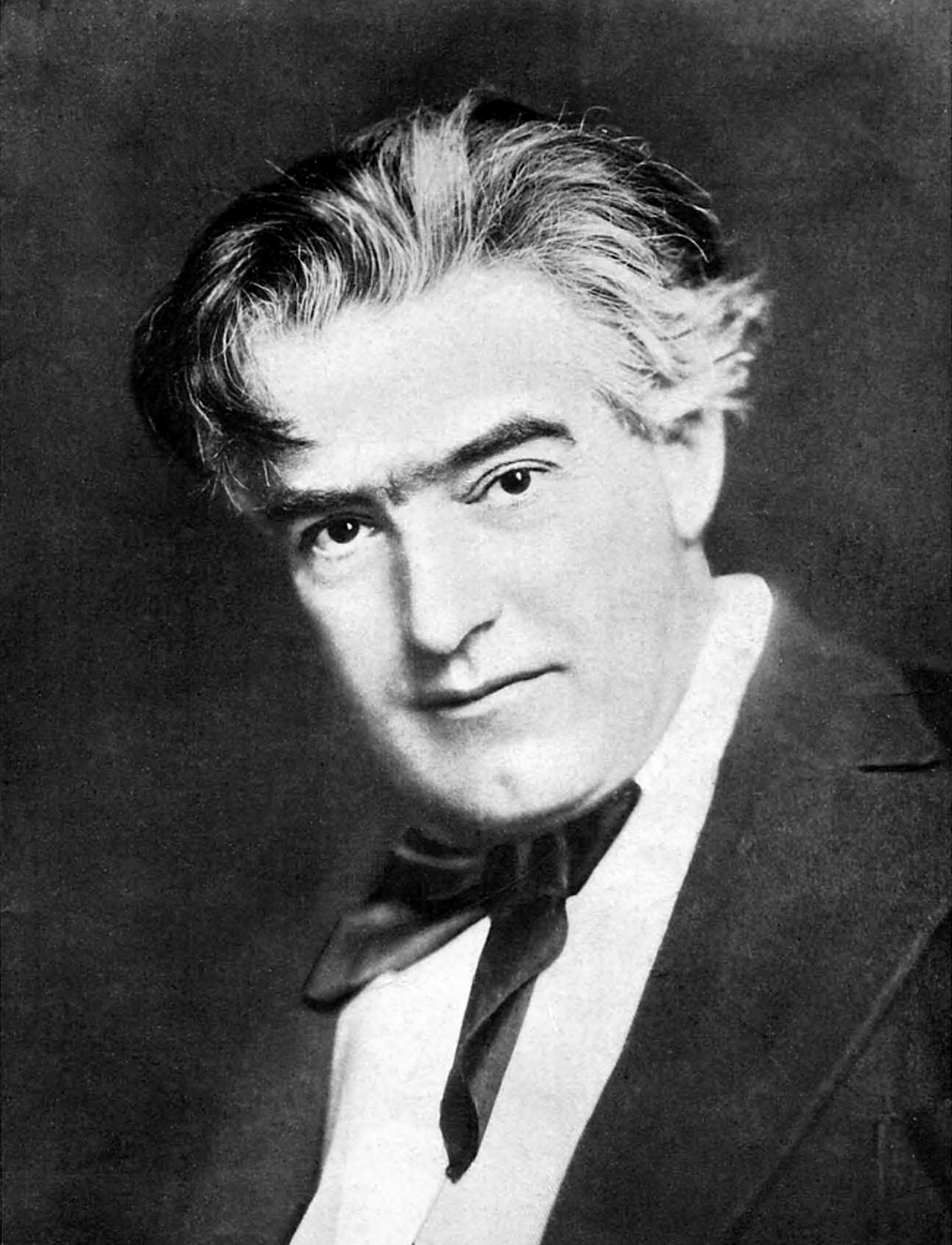

Nello stesso anno, Power apparve in un film della Selig, John Needham's Double. Quando non lavorava a Broadway, l'attore girava film. Il produttore William Fox trovò per lui una parte di caratterista di gran rilievo in Footfalls, una pellicola del 1921. Sempre nello stesso anno, Power apparve in Amore d'altri tempi, un film di D. W. Griffith per cui fu usato un sistema sperimentale di sincronizzazione chiamato Photokinema. Nel 1924, fu uno dei protagonisti di Janice Meredith, una grossa produzione storica al servizio della diva Marion Davies. 
Nel 1925, Power apparve in The Red Kimona, un film prodotto, diretto e in parte scritto da Dorothy Davenport, la vedova di Wallace Reid, una pellicola che parlava di prostituzione, audace come lo era stata, dieci anni prima, Where Are My Children?. Questo è uno dei pochi film di Power disponibile in VHS o in DVD.
L'unico film sonoro della carriera dell'attore fu ne Il grande sentiero di Raoul Walsh dove gli fu affidato il ruolo del malvagio Red Flack. Power si preparava a girare The Miracle Man, un rifacimento di un grande successo del 1919 di  Lon Chaney ed alcune scene erano già state girate, quando l'attore ebbe un attacco cardiaco che lo portò alla morte. Spirò tra le braccia del figlio diciassettenne, alla fine del 1931, all'età di 62 anni. Il suo ruolo di predicatore in The Miracle Man venne affidato a Hobart Bosworth.

## Filmografia
La filmografia - basata su IMDb - è completa.

### Attore
- Aristocracy, regia di Thomas N. Heffron (1914)
- A Texas Steer, regia di Giles Warren (1915)
- Sweet Alyssum, regia di Colin Campbell (1915)
- The Devil-in-Chief, regia di Colin Campbell - cortometraggio (1916)
- Thou Shalt Not Covet, regia di Colin Campbell (1916)
- John Needham's Double (1916)
- Where Are My Children? (1916)
- The Eye of God, regia di Phillips Smalley e Lois Weber (1916)
- The Dream of Eugene Aram, regia di Colin Campbell - cortometraggio (1916)
- Lorelei of the Shea (1917)
- The Planter (1917)
- National Red Cross Pageant, regia di Christy Cabanne (1917)
- The Mad Woman (1919)
- The Great Shadow, regia di Harley Knoles (1920)
- Amore d'altri tempi (Dream Street), regia di D.W. Griffith (1921)
- The Black Panther's Cub, regia di Émile Chautard (1921)
- Footfalls (1921)
- Fury, regia di Henry King (1923)
- The Truth About Wives (1923)
- Bright Lights of Broadway, regia di Webster Campbell (1923)
- Wife in Name Only (1923)
- The Daring Years (1923)
- The Day of Faith, regia di Tod Browning (1923)
- Damaged Hearts (1924)
- The Lone Wolf, regia di Stanner E.V. Taylor (1924)
- Trouping with Ellen (1924)
- The Story Without a Name (1924)
- For Another Woman, regia di David Kirkland (1924)
- Greater Than Marriage (1924)
- L'ombra di Washington (Janice Meredith), regia di E. Mason Hopper (1924)
- The Law and the Lady, regia di John L. McCutcheon (1924)
- Il figliol prodigo (The Wanderer), regia di Raoul Walsh (1925)
- Where Was I?, regia di William A. Seiter (1925)
- Il figlio di papà (A Regular Fellow), regia di A. Edward Sutherland (1925)
- The Red Kimona, regia di Walter Lang e Dorothy Davenport (1925)
- Braveheart, regia di Alan Hale (1925)
- Bride of the Storm (1926)
- The Test of Donald Norton, regia di B. Reeves Eason (1926)
- Out of the Storm, regia di Louis J. Gasnier (1926)
- Hands Across the Border, regia di David Kirkland (1926)
- The Elegy, regia di Andrew L. Stone (1927)
- Il grande sentiero (The Big Trail), regia di Raoul Walsh (1930)

### Film o documentari dove appare Power
- Screen Snapshots, Series 1, No. 18 - documentario (1921)
- Screen Snapshots Series 18, No. 12 - documentario (1939)

## Spettacoli teatrali
- When Knighthood Was in Flower, di Paul Kester (Broadway, 2 maggio 1904)